# Devon Hall
Devon Howard Hall (Virginia Beach, Virginia, 7 de julio de 1995) es un baloncestista estadounidense que pertenece a la plantilla del Fenerbahçe Beko de la Basketbol Süper Ligi. Con 1,88 metros de estatura, juega en la posición de escolta. 

## Trayectoria deportiva

### Universidad
Jugó cuatro temporadas con los Cavaliers de la Universidad de Virginia, en las que promedió 6,9 puntos, 3,2 rebotes y 2,1 asistencias por partido. En su última temporada fue incluido en el segundo mejor quinteto de la Atlantic Coast Conference y también en el mejor quinteto defensivo.

#### Estadísticas
| Año     | Equipo   | PJ  | PT | MPP  | %TC  | %3P  | %TL  | RPP | APP | ROB | TPP | PPP  |
| ------- | -------- | --- | -- | ---- | ---- | ---- | ---- | --- | --- | --- | --- | ---- |
| 2014–15 | Virginia | 23  | 1  | 10.6 | .400 | .333 | .455 | .7  | .8  | .4  | .0  | 1.8  |
| 2015–16 | Virginia | 37  | 20 | 21.9 | .375 | .333 | .765 | 2.6 | 2.0 | .5  | .3  | 4.4  |
| 2016–17 | Virginia | 34  | 34 | 27.4 | .408 | .372 | .776 | 4.4 | 1.9 | .5  | .1  | 8.4  |
| 2017–18 | Virginia | 34  | 34 | 32.1 | .472 | .432 | .894 | 4.2 | 3.1 | .9  | .1  | 11.7 |
| Total   | Total    | 128 | 89 | 24.0 | .419 | .389 | .807 | 3.2 | 2.1 | 0.6 | .2  | 6.9  |

### Profesional

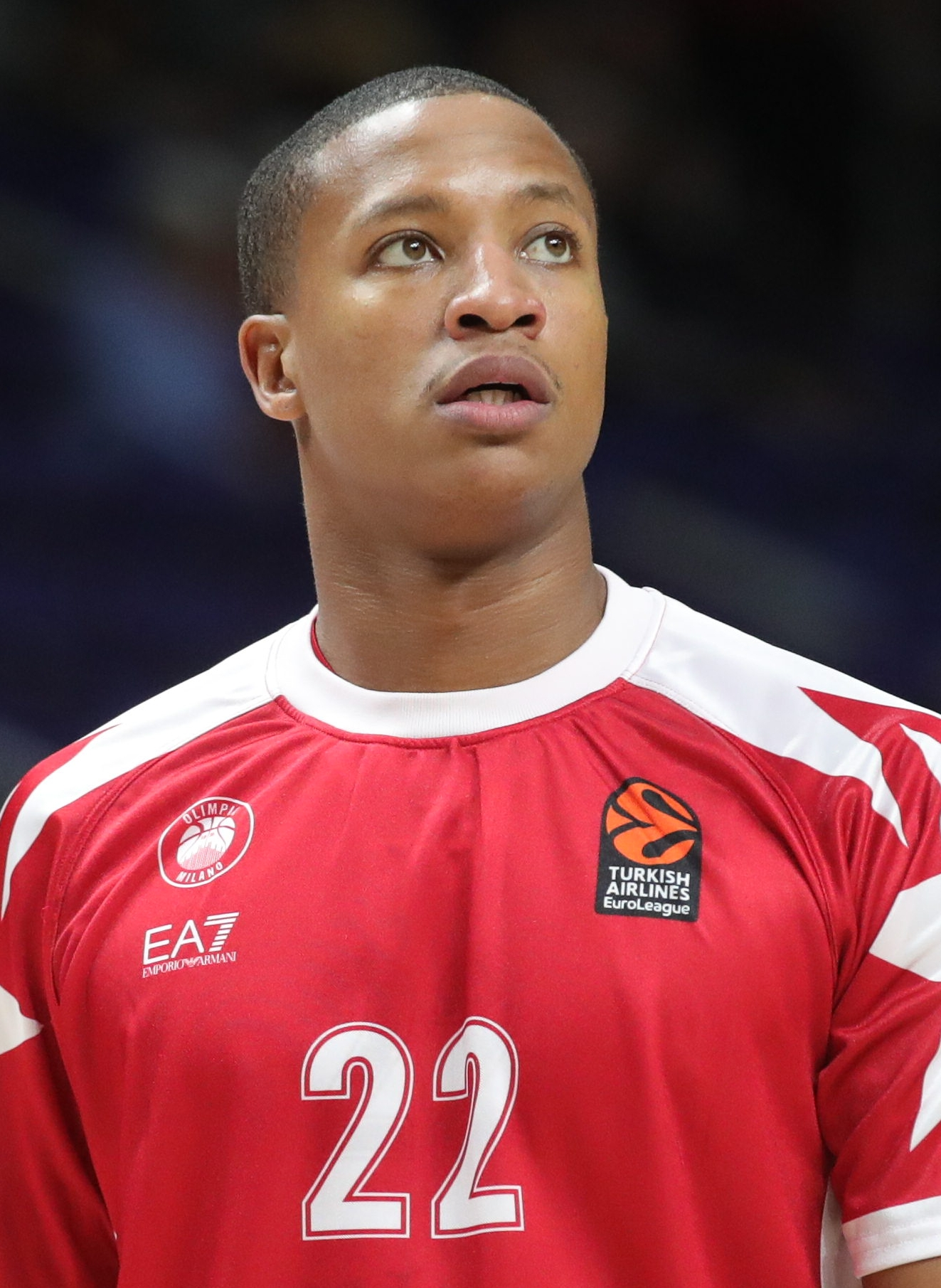
Hall con Olimpia Milano en 2023.

Fue elegido en la quincuagésimo tercera posición del Draft de la NBA de 2018 por Oklahoma City Thunder, con quienes disputó la NBA Summer League, jugando cinco partidos en los que promedió 5,4 puntos y 1,2 asistencias. En agosto firmó su primer contrato profesional con los Cairns Taipans de la NBL Australia. En 28 partidos promedió 9,1 puntos y 4,4 rebotes.
El 25 de febrero de 2019, los Thunder, poseedores de sus derechos, lo asignaron a su filial en la G League, los Oklahoma City Blue.
El 30 de octubre de 2020 fichó por el Brose Bamberg de la Basketball Bundesliga.
El 20 de junio de 2021, firma por el Pallacanestro Olimpia Milano de la Lega Basket Serie A.
El 17 de junio de 2024, se anuncia su fichaje por el Fenerbahçe Beko de la Basketbol Süper Ligi por dos temporadas.

## Estadísticas de su carrera en la NBA

### Temporada regular
| Año     | Equipo        | PJ | PT | MPP | %TC  | %3P  | %TL  | RPP | APP | ROB | TPP | PPP |
| ------- | ------------- | -- | -- | --- | ---- | ---- | ---- | --- | --- | --- | --- | --- |
| 2019-20 | Oklahoma City | 11 | 0  | 7.4 | .200 | .235 | .500 | .6  | 1.2 | .4  | .1  | 1.8 |
| Total   | Total         | 11 | 0  | 7.4 | .200 | .235 | .500 | .6  | 1.2 | .4  | .1  | 1.8 |